# 东北扁果草
东北扁果草（学名：Isopyrum manshuricum）为毛茛科扁果草属下的一个种。分布于中国吉林、黑龙江。